# بازار مشتقات

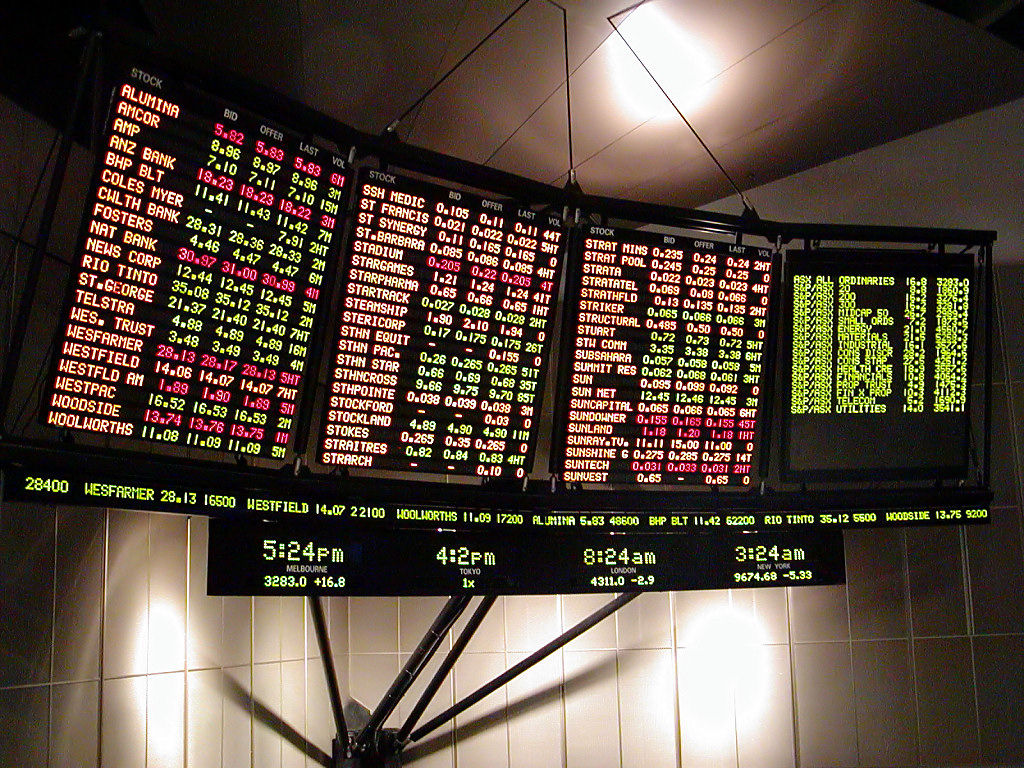
یک نمونه بازار مشتقات

بازار مشتقات، (به انگلیسی: Derivatives market) گونه‌ای بازار مالی برای مبادلات ابزارهای مشتقه، همچون بازار معاملات آتی یا اختیار معامله است، که ارزش آن از ارزش دیگر دارایی‌ها مانند اوراق بهادار، نرخ بهره، کالای اساسی و شاخص اوراق بهادار، مشتق می‌شود.
مشتقات می‌توانند، در یکی از دو بازار بورس متشکل و بازار فرابورس مبادله شوند. بازار متشکل، دارای مقررات خاص و بازارهای متمرکزی برای مشتقات استاندارد شده است. بازارهای فرابورس، غیرمتمرکز و دارای مقررات کمتری هستند، که مشتقات با استاندارد پایین، در آنها مورد معامله قرار می‌گیرد.